# Emilio De Leo
Emilio De Leo (Napoli, 18 gennaio 1978) è un allenatore di calcio italiano, commissario tecnico della nazionale maltese.

## Carriera

### Allenatore

#### Gli inizi
De Leo ha iniziato la sua carriera da allenatore nel 2001 con le giovanili del C. C. S. M. Galdi '99 a Cava de'Tirreni. Nel 2002 passa all'ASD Eden Verde, mentre nel 2003-2004 torna al C. C. S. M. Galdi '99 allenando la prima squadra.

#### Cavese e Nocerina
Dal 2004 al 2008 allena il settore giovanile della Cavese - squadra militante in Serie C2 prima e C1 poi.  Alla fine della stagione 2006-2007 caratterizzata dalla vittoria di 24 partite su altrettante giocate si laurea campione d'Italia Allievi professionisti di Serie C.
Dal 2008 al 2010 è allenatore presso il settore giovanile della Nocerina.

#### L'ASD Aquilotto Cavese e la chiamata di Mihajlović
Nell’estate del 2011 viene nominato allenatore dell’ASD Aquilotto Cavese, portando la squadra alla vittoria del campionato di Terza Categoria. Durante la stagione, la squadra si distingue per l’elevato rendimento, segnando 172 reti e subendone soltanto 6, dominando il campionato. Questo risultato attira l’attenzione di Sinisa Mihajlovic, che lo invita a entrare nel suo staff tecnico.

#### Nazionale serba, Sampdoria e Milan
Il 15 marzo 2012 è vice di Mihajlovic con la Serbia fino al novembre 2013, quando lo segue alla Sampdoria come collaboratore tecnico.
Il 1º luglio 2015 passa al Milan, mantenendo lo stesso ruolo che aveva coi blucerchiati.

#### Torino, Sporting Lisbona e Bologna
Nel 2016 segue Mihajlovic al Torino ed allo Sporting Lisbona dal 18 al 25 giugno 2018.
Nel gennaio 2019 passa al Bologna sempre come collaboratore tecnico, a causa dell'aggravarsi della malattia di Mihajlovic, dirige la squadra felsinea assieme a Miroslav Tanjga per un totale di 11 partite. Il 6 settembre 2022, con l'esonero di tutto lo staff, termina l'esperienza bolognese.

#### Nazionale maltese
Nel 2023 ha ottenuto l'abilitazione UEFA Pro presso la scuola di Coverciano che gli consente di essere tesserato come primo allenatore in tutte le categorie professionistiche.
Il 13 gennaio 2025 è stato nominato come selezionatore della nazionale maltese.

## Statistiche

### Statistiche da allenatore
Statistiche aggiornate al 4 aprile 2025.

### Nazionale
| Squadra | Naz              | dal             | al       | Record | Record | Record | Record | Record | Record | Record | Record     |
| Squadra | Naz              | dal             | al       | G      | V      | N      | P      | GF     | GS     | DR     | % Vittorie |
| ------- | ---------------- | --------------- | -------- | ------ | ------ | ------ | ------ | ------ | ------ | ------ | ---------- |
| Malta   | Malta (bandiera) | 13 gennaio 2025 | in corso | 2      | 0      | 0      | 2      | 0      | 3      | −3     | &0,00      |

#### Nazionale nel dettaglio
| Stagione     | Squadra      | Torneo                                               | Piazzamento  | Andamento | Andamento | Andamento | Andamento | Reti | Reti | Reti |       |
| Stagione     | Squadra      | Torneo                                               | Piazzamento  | Giocate   | Vittorie  | Pareggi   | Sconfitte | GF   | GS   | DR   |       |
| ------------ | ------------ | ---------------------------------------------------- | ------------ | --------- | --------- | --------- | --------- | ---- | ---- | ---- | ----- |
| 2025         | Malta        | Qualificazioni al campionato mondiale di calcio 2026 | nel Gruppo G | 2         | 0         | 0         | 2         | 0    | 3    | −3   | &0,00 |
| Totale Malta | Totale Malta | Totale Malta                                         | Totale Malta | 2         | 0         | 0         | 2         | 0    | 3    | −3   | &0,00 |

## Palmarès

### Allenatore

#### Club
- Campionato Nazionale Allievi Serie C: 1

Cavese: 2006-2007
- Terza Categoria: 1

Aquilotto Cavese: 2011-2012